# Ligament fundiform al clitorisului
Ligamentul fundiform al clitorisului reprezintă fascicul de fibre conjunctive care unește clitorisul cu fascia abdomenului, fiind situat superficial față de ligamentul suspensor. Ligamentul fundiform descinde de la linea alba deasupra simfizei pubiene și continuă până la clitoris, unde se ramifică și, înconjurând corpii cavernoși, fuzionează cu fascia clitorisului.
Ligamentul fundiform este, relativ, foarte redus în demisiuni și funcția sa nu este pe deplin înțeleasă. Probabil, acesta menține unghiul corpului clitorisului, asigură stabilitatea clitorisului în timpul actului sexual și oferă protecție mănunchiului neuro-vascular situat pe partea dorsală a corpului clitorisului.

## Omologie
Ligamentul fundiform al clitorisului este omolog cu ligamentul respectiv al penisului.